# Lakedajmon
Lakedajmon (także Lacedemon; gr. Λακεδαίμων Lakedaímōn, łac. Lacedaemon) – w mitologii greckiej król Sparty, eponim ludu „Lacedemończyków” i krainy.
Uchodził za syna boga Zeusa i Plejady Tajgete. Z najadą Spartą, która była jego żoną, miał syna Amyklasa i córkę Eurydykę.